# روش‌های اعتراض در خیزش ۱۴۰۱ ایران
روش‌های اعتراض در خیزش سراسری ۱۴۰۱ به روش‌های گوناگون اعتراض در خیزش ۱۴۰۱ ایران اشاره دارد.

## روش‌ها

### تظاهرات خیابانی
اعتراضات خیابانی شامل شعار دادن و به کار بستن مجموعه‌ای از اقدامات همچون آتش افروختن، پرتاب سنگ، سوزاندن روسری، کندن تابلو، حمله به بیلبوردها و کانکس‌های انتظامی و فیلم‌برداری از خشونت نیروهای سرکوبگر و اعتراضات مردمی می‌شود.

#### اعتراضات اهل سنت
دوشنبه ۳۰ آبان جمعی از ماموستاها و مدرسان و امامان جمعه سنندج و دهگلان در استان کردستان، دربارهٔ یک بیانیه مشترک خود اطلاع‌رسانی کردند که در آن خواسته‌های مختلفی از جمله برگزاری یک همه‌پرسی زیر نظر سازمان‌های بین‌المللی در ایران، آمده است.
جمعه ۲۸ بهمن در گالیکش استان گلستان جمعی از مردم در حمایت از مولوی محمدحسین گرگیج، امام جمعه اهل سنت در آزادشهر که توسط مقامات حکومتی از کار بر کنار شده، مقابل منزل او تجمع کردند. آنها در تجمع خود شعارهایی مانند «مولانای باغیرت، حرف تو حرف ملت»، «امامت مولانا، خواسته ملت ماست» و «آزادی عقیده، حق مسلم ماست» سر دادند.
مردم سردشت و سنندج نیز تجمع کرده و علیه جمهوری اسلامی شعار دادند. در سنندج مردم برای سومین جمعه متوالی مقابل مسجد جامع ننله و در پشتیبانی از ماموستا ابراهیم کریمی با شعارهای «مرگ بر خامنه‌ای» و «مرگ بر دیکتاتور» خواستار آزادی ماموستا ابراهیم شدند.

### اعتصابات
اعتصاب سراسری در جریان خیزش سراسری ۱۴۰۱ و در حمایت از اعتراضات گسترده مردم صورت می‌گیرد. در شماری از شهرهای ایران گروه‌های از اصناف، از جمله کسبه و بازاریان، معلمان، استادان دانشگاه‌ها و دانشجویان، کارگران پتروشیمی و بخش‌های خصوصی اعتصاب کردند. شروع اعتصابات به روز دوشنبه ۲۸ شهریور، سه روز پس از فوت مهسا امینی برمی‌گردد.

### آیین خاکسپاری کشته‌شدگان
تا ۳ آذر بیش از ۴۰۰ معترض در ایران طی دو ماه گذشته جان باخته‌اند. مراسم خاکسپاری جانباختگان به‌طور مکرر که گاهی در هر روز چندین جانباخته را در بر می‌گیرد به صحنه اعتراض مردمی و شعار علیه جمهوری اسلامی تبدیل شده است.
مادر کیان پیرفلک، روز جمعه در مراسم خاکسپاری فرزندش، جمهوری اسلامی را قاتل او معرفی کرد. در این روز، مراسم تدفین برخی دیگر از کشته‌شدگان همچون حامد ملایی، علی عباسی، مراد بهرامیان، آزاد حسین‌پور، میلاد معروفی و غفور مولودی در دشتی، سمیرم، مهاباد و بوکان به صحنه اعتراض بدل شد. ۲۷ آبان، مردم شهرهای دشتی استان هرمزگان، ایذه، سمیرم، بوکان و مهاباد، کودکان و جوانان کشته شده خود در جریان اعتراضات روزهای گذشته را در حالی به خاک سپردند که علیه جمهوری اسلامی شعار دادند.
مردم بوکان پیکر میلاد معروفی، از کشته‌شدگان اعتراضات در این شهر را شبانه با شعارهای اعتراضی در آرامستان «کوسته» خاکسپاری کردند. مردم ایذه عصر جمعه ۲۷ آبان ماه در مراسم سوگواری آرتین رحمانی کودک ۱۳ ساله‌ای که چهارشنبه شب در ایذه با شلیک نیروهای امنیتی کشته شد، شعار «مرگ بر کل نظام» سردادند. حاضران در مراسم خاکسپاری علی عباسی شعارهایی چون «قسم به خون علی، سرنگونه سید علی» و «جونمون دستمونه، ظلم و ستم بسه‌مونه» سر دادند. مراسم خاکسپاری آیلار حقی از جان باختگان اعتراضات سراسری در تبریز نیز روز جمعه ۲۷ آبان با حضور گسترده شهروندان داغدار و سردادن شعارهای اعتراضی برگزار شد. در این مراسم همچنین ده‌ها نفر از نیروهای ضد شورش با موتور به جمعیت عزاداران حمله کردند و با باتوم و گاز اشک‌آور مانع از برگزاری مراسم شدند. نیروهای امنیتی کنترل مراسم خاکسپاری را در دست داشتند و تنها برای چند لحظه به مادر آیلار اجازه بغل کردن جسد دخترش را دادند. شرکت کنندگان در مراسم خاکسپاری آیلار حقی منتشر شده است، شعارهایی چون: «ما همه آیلار هستیم بجنگ تا بجنگیم»، «تسلیت، تسلیت»، «حقوق برای مزدور، مزدور برای کشتن» و «آذربایجان میلتی چکمز بو ذیلتی» (مردم آذربایجان این ذلت را تحمل نمی‌کند) شنیده می‌شود.
صدها شهروند با حضور در مراسم خاکسپاری حمیدرضا روحی شعارهایی چون «از خون جوانان وطن لاله دمیده، عدالت کجایی؟ عدالت کجایی؟» و «این گل پر پر ماست، هدیه به میهن ماست» سر دادند. مردم شهر مهاباد با وجود حضور گسترده نیروهای بسیج و سپاه در این شهر برای مراسم خاکسپاری آزاد حسین‌پور، از جان‌باختگان اعتراضات پنجشنبه شب در مهاباد حضور یافتند. هزاران نفر از مردم شهر مهاباد با حضور در این مراسم شعار «کرد بلوچ آذری، آزادی برابری» و «امسال سال خونه، سید علی سرنگونه» سر دادند.
روز پنجشنبه ۲۶ آبان در سنندج جمعیت انبوهی در مراسم چهلم چهار نفر از کشته‌شدگان در اعتراضات این شهر شرکت کردند. مردم پس از مراسم چهلم با نیروهای امنیتی درگیر شدند. در مشهد در مراسم چهلم ابوالفضل آدینه‌زاده، جوان ۱۶ ساله، مادر ابوالفصل آدینه زاده هنگام سوگواری می‌گوید، «جوان ما رو کشتن، بگذار بیایند بکشند ما را.» همزمان در روستای درام در منطقه طارم زنجان مراسم چهلم محسن موسوی، از کشته‌شدگان اعتراضات در تهران، برگزار شد. در این مراسم حاضران شعار «مرگ بر دیکتاتور» و «این گل پرپر شده، هدیه به میهن شده» سر دادند و در پایان مراسم تعدادی کبوتر را به یاد او در آسمان رها کردند. بعد از مراسم علی عراقی، نیروهای امنیتی به افراد شرکت کننده در ختم او حمله کرده‌اند و از گاز اشک‌آور استفاده کرده‌اند. مردم هم شعار مرگ بر دیکتاتور داده‌اند و به خانه‌های اطراف پناه برده‌اند.
۱۵۰۰ تصویر ویدیویی از مراسم چهلم احمد شکراللهی از کشته‌شدگان اعتراضات در اصفهان منتشر کرده که در آن مردم شعار «زن، زندگی، آزادی» را فریاد می‌زنند. مردم پیرانشهر در مراسم تشییع پیکر امیر فراستی شاد شعار «شهید نمی‌میرد» و شعارهایی علیه جمهوری اسلامی سردادند. در اردبیل، برگزاری مراسم چهلم اسرا پناهی با شعارهای ضدحکومتی همراه بود. هزاران نفر در آیین تشییع و خاک‌سپاری کمال احمدپور شرکت کردند. در این مراسم حاضران پرشمار شعار دادند: «کرد، بلوچ، آذری؛ آزادی برابری». گروه پرشماری از زنان و مردان مهاباد پس از این مراسم، در یکی از خیابان‌های شهر جمع شدند و با نشستن کف خیابان و دست زدن و پخش سرود به اعتراض ادامه دادند. در بوکان خاک‌سپاری یکی از معترضان که نام او «هوا جان‌جان» عنوان شده، برگزار شد و حاضران با سر دادن فریاد «ژن ژیان آزادی»، به کردی شعار دادند: «مادر گریه نکن، عهد می‌بندیم انتقامش را خواهیم گرفت.»

### به آتش کشیدن حوزه‌های علمیه
به آتش کشیده شدن ساختمان حوزه‌های علمیه در ایران، نمونه از روش‌های اعتراض در خیزش سراسری ۱۴۰۱ است که نشان می‌دهد جایگاه نهاد روحانیت شیعه در ایران در جریان اعتراضات اخیر به‌طور جدی متزلزل شده است. برخی از حوزه‌های علمیه که به عنوان نمادی از بی‌مصرفی و حکومت دینی توسط معترضان به آتش کشیده شدند.
- حوزه علمیه خواهران ایذه
- حوزه علمیه شهر ایذه[۴۳]
- حوزه علمیه جوادالائمه؛ خمینی شهر[۴۴]
- حوزه علمیه قم
- حوزه علمیه تالش[۴۵]
- حوزه علمیه مشهد

### به آتش کشیدن پایگاه‌های بسیج
به آتش کشیده شدن ساختمان پایگاه بسیج در شهرهای مختلف صورت می‌گیرد.

### آتش زدن بنرهای تبلیغاتی حکومت
آتش زدن بنرهای تبلیغات حکومتی و همچنین بنر تیم ملی در اعتراض به عدم حمایت بازیکنان این تیم و دیدار به ابراهیم رئیسی صورت گرفت.

### نصب بنرهای اعتراضی
در تهران و بسیاری از شهرهای ایرانی بنرهای اعتراضی در بزرگراه‌ها و پل‌های عابر نصب می‌شود. برای نمونه در بزرگراه رسالت تهران بنر اعتراضی «وطنم و تنم»، نصب شد.

### تخریب و رنگ‌پاشی نمادهای حکومتی
بسیاری از نمادهای حکومتی توسط معترضان رنگ پاشی می‌شوند. معترضان در شهرهای مختلف، بنرها و مجسمه‌های قاسم سلیمانی را که جمهوری اسلامی تلاش کرده از او یک «قهرمان ملی» بسازد به آتش کشیده‌اند. در اهواز و یاسوج دو بار مجسمه قاسم سلیمانی را به آتش کشیدند. در سه‌راه حافظیه در شهرستان فردیس استان البرز بر مجسمه قاسم سلیمانی رنگ خون پاشید. برخی از مجسمه‌های قاسم سلیمانی پس از رونمایی مانند تندیس میدان قمربنی‌هاشم شهرکرد و میدان‌های ورودی گنبد کاووس استان گلستان نابود شدند.
- آتش زدن خانه بنیانگذار جمهوری اسلامی[۵۲][۵۳]
- رنگ‌پاشی بر مجسمه‌های قاسم سلیمانی
- آتش زدن مجسمه سلیمانی در میدان آرژانتین در ۱۸ آبان

### اعتراض در فضای مجازی
در جریان خیزش سراسری، اعتراض در فضای مجازی و استفاده از #مهسا_امینی در اعتراض به کشته‌شدن او رکورد استفاده از یک هشتگ در توییتر را شکست و تا پایان مهر بیش از ۳۰۰ میلیون بار استفاده شد.

### گیسوبران

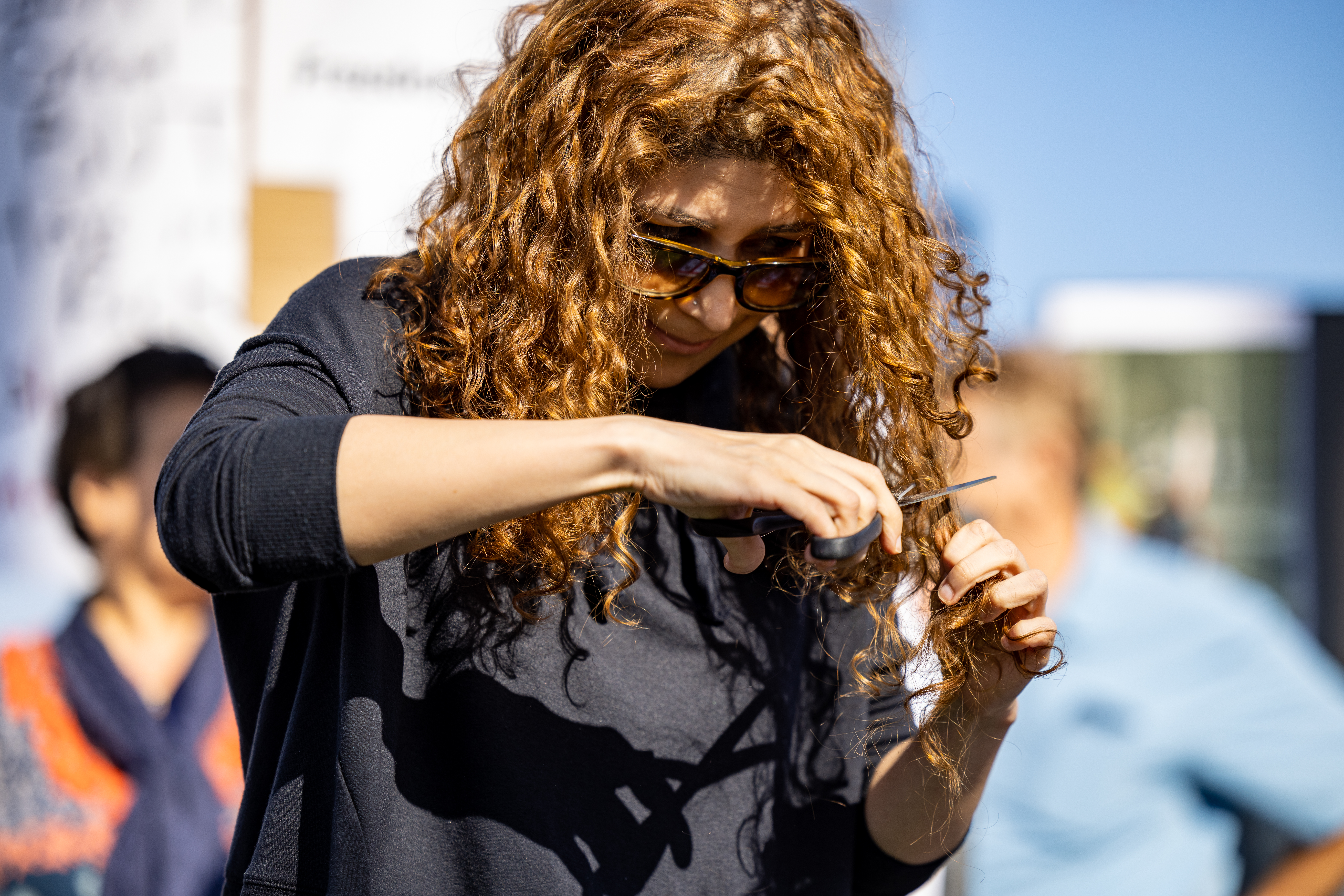
گیسوبران، تجمع اعتراضی، ۱ اکتبر ۲۰۲۲

در خیزش سراسری ۱۴۰۱ شماری از زنان ایرانی، در حرکتی نمادین موهای خود را کوتاه کردند.برخی از شخصیت‌ها به این حرکت واکنش داده یا در آن نیز شرکت کردند. بریدن مو هنگام عزا در فرهنگ ایرانی نشانه سوگواری است؛ آیینی که اکنون به روایت برخی از معترضان، به نمادی برای نشان دادن خشم تبدیل شده است. همگام با زنان تعدادی از مردان ایرانی نیز در پیوستن به این کمپین نمادین موهای خود را از ته تراشیده‌اند.

### روسری‌سوزان
کارزار آتش‌زدن روسری به عنوان نماد حجاب به نشانه مخالفت با حجاب اجباری در اعتراضات رخ داد. شمار بسیاری از زنان در اعتراضات روسری از سر برداشتند و برخی روسری خود را آتش زدند. دختران دانش‌آموز در هجدهمین روز اعتراضات ایران دست‌کم در استان‌های تهران، البرز، کردستان، و فارس، با برداشتن مقنعه‌ها، چرخاندن آن بالای سر، و در مواردی حجاب‌سوزی، تظاهرات را به خیابان‌ها کشانده‌اند.

### عمامه‌پرانی
عمامه‌پرانی یکی از روش‌های اعتراضی است که با هدف تحقیر نظام جمهوری اسلامی و روحانیون شیعه و اعلام انزجار از آن‌ها انجام می‌شود. این عمل، به شیوهٔ انداختن عمامه از سر آخوندها و گرفتن فیلم و پخش آن در فضای مجازی، صورت می‌پذیرد. اکثر عمامه‌پرانی‌ها توسط جوانان معترض صورت می‌گیرد و با تهیه ویدئو آن را در شبکه‌های اجتماعی منتشر می‌کنند. در این اعتراضات عمامه‌پرانی به یک کارزار سیاسی در بین جوانان معترض ایران تبدیل شده است و در حال فراگیر شدن است. همچنین به موازات کمپین عمامه‌پرانی، کمپین دیگری نیز با عنوان «رزرو تیر چراغ برق» برای «اعدام آخوندهای حکومتی» رو به جریان است.

### شعارنویسی

دیوار نویسی، به کی زنگ بزنیم وقتی قاتل خودش پلیسه؟

در اعتراضات و سرکوب معترضان توسط نیروهای حکومتی جمهوری اسلامی، معترضان برای انتقال پیام‌ها و آرمان‌هایشان از روش دیوارنویسی بهره می‌برند. شعارهای «زن زندگی آزادی» و «مرگ بر خامنه‌ای» از جمله دیوارنوشته‌هایی است که در بسیاری از شهرهای ایران به چشم می‌خورد.

### برداشتن حجاب اجباری
برداشتن حجاب به حرکتی اعتراضی در خیزش سراسری ایران تبدیل شده است. برخی از چهره‌های شناخته شده نیز در حمایت از اعتراضات حجاب از سر برداشتند. بازیکنان و مربیان تیم بسکتبال کنکو به‌طور دسته جمعی کشف حجاب کردند.

### نخواندن سرود ملی
نخواندن سرود ملی ایران توسط بازیکنان یک حرکت اعتراضی در همراهی با خیزش ۱۴۰۱ ایران توسط جمعی از ورزشکاران در بازی‌های ملی است. بازیکنان تیم ملی فوتبال ایران در جریان مسابقات فوتبال جام جهانی فوتبال ۲۰۲۲ از خواند سرود ملی خودداری کردند. گاردین در مقاله‌ای در واکنش به این حرکت نوشت: «سکوت یک تیم گویای همه چیز است»
تیم ایران در اولین بازی خود در این جام جهانی سرود ملی جمهوری اسلامی را نخواند اماّ در دومین مسابقه خود اقدام به همخوانی این سرود کردند که طبق گزارش CNN، علت این ماجرا گروگان گرفته شدن اعضای خانواده بازیکنان تیم ملی توسط اطلاعات سپاه است؛ گفته شده است سپاه پاسداران جمهوری اسلامی بازیکنان تیم ملی را را به «شکنجه و برخورد خشن» با خانواده آنها تهدید کرده است
برخی از تیم‌های ملی که از خواندن سرود ملی خودداری کردند عبارتند از:
- تیم ملی فوتبال ساحلی ایران
- تیم ملی والیبال نشسته ایران
- تیم ملی بسکتبال ایران[۸۱]
- تیم ملی واترپلوی مردان ایران
- تیم ملی فوتبال ایران

### تحریم خرید
تحریم خرید کنشی اجتماعی از سوی جامعه مردم معترض بوده است که در طی آن مشتریان شرکت‌های وابسته به حکومت یا شرکت‌هایی که در مدت اعتراضات برای سرکوب معترضین به حکومت یاری رسانده بودند را تحریم کردند و از خرید خدمات و کالاهای این شرکت‌ها خودداری کردند. بسیاری معتقدند فشار آوردن روی شرکت‌هایی که از رانت‌های حکومتی استفاده می‌کنند یا در اعتراضات اخیر با عوامل سرکوبگر همکاری داشته‌اند می‌تواند مؤثر باشد و آنها را به مرز ورشکستگی برساند.
برخی از این شرکت‌ها عبارتند از:
- میهن: گزارش‌های منتشر شده در فضای مجازی مبنی بر استفاده از خودروهای یخچال‌دار بستنی میهن برای سرکوب اعتراضات سراسری حاشیه‌ساز شده بود و بسیاری خواستار تحریم محصولات میهن شدند. شماری از کارگران و راننده‌های این شرکت در ویدیویی نه چندان با قاطعیت، انتقال نیروی‌های سرکوبگر با مینی‌کامیون‌های یخچالدار این شرکت را تکذیب کرده و از مردم خواسته‌اند به تحریم این شرکت پایان دهند.[۸۳]
- دیجی‌کالا[۸۴]
- اسنپ: این درخواست پس از آن مطرح شد که خبر همکاری این شرکت با مأموران امنیتی و ارائه اطلاعات مشتریان به آنها برای ردیابی در فضای مجازی خبرساز شد. گروه هکری «آنانیموس» پس از هک اسنپ‌فود پرده از این مشارکت برداشت. زمانی که شماری از رانندگان اسنپ از اعتراضات حمایت کردند نیز با برخورد شدید امنیتی روبرو شدند تا دست به اعتصاب نزنند.[۸۲]
- کویر موتور (به علت تأمین موتور سیکلت نیروهای سرکوبگر)

روزنامه فرهیختگان به تحلیل پویش تحریمی مردم علیه برخی از شرکت‌های و برندهای مطرح پرداخت. این روزنامه اصولگرا این اقدام را «خود تحریمی» و آن را گونه‌ای از «ترویج خشونت» نام نهاد.

## توزیع غذا میان کودکان زباله‌گرد و فقرا به یاد کشته شدگان اعتراضات
در جریان خیزش ۱۴۰۱ ایران، معترضان میان کودکان زباله گرد، نیازمندان و فقرا غدای نذری پخش کرده‌اند. 

## هنر اعتراضی
در جریان خیزش سراسری ۱۴۰۱ آثار هنری بسیاری مرتبط با اعتراضات یا در حمایت از آن تولید شده است. آثار در زمینه‌های هنری مختلف چون موسیقی، تصویرگری، گرافیک و … هستند.

### ترانه‌های اعتراضی
- برای… از شروین حاجی‌پور:[۸۷] این ترانه نه عاشقانه است و نه شاد و نه شنوندگانش را به مقاومت و چگونگی استقامت دعوت می‌کند، بلکه تنها چرایی اعتراض را تبیین می‌کند. ترانهٔ شروین حاجی‌پور گلچینی بود از توئیت‌هایی که با هشتگ مهسا امینی توسط کاربران نوشته می‌شدند. شروین حاجی پور مدتی بعد از پخش این ترانه توسط دستگاه امنیت جمهوری اسلامی بازداشت شد امّا این موسیقی برای او جایزه گرمی را به ارمغان آورد
- تک آهنگ «ما از اوناشیم» سروش هیچ‌کس
- آلبوم رایگان و تماماً اعتراضی «حق» توسط اشکان فدایی (وی در رابطه با رایگان بودن این آلبوم گفت مردم هزینه آلبوم را در راه سرنگونی خرج کنند)
- آهنگ «لا اله الّا الله» پوریا پوتک
- فری استایل «من مثل تگری ام» حمید صفت
- سرود زن، به خوانندگی مهدی یراحی و ترانه‌سرایی مونا برزویی[۸۸]
- بیا به میدان، به صورت مشترک توسط ناصر رزازی، ابی، شاهین نجفی و پدرام شهلایی خوانده شده است.
- نه نه نه، اسکندر آبادی[۸۹][۹۰]
- «مینا دریس» آهنگی بر روی نغمه‌ای مشهور اجرا کرد که در کردستان ایران برای لالایی نوزادان رواج دارد. «لالایی ای نهال زندگی‌ام/با دلم از تو مواظبت می‌کنم/ نوزاد شیرینم لالایی/ بخواب دردت به جانم/ نوزاد شیرینم لالایی/ شب تاریک نمی‌ماند/ نور صبحدم بالا می‌آید/ بخواب تا صبح فردا…»
- کلیپی از سروده بهرام بیضایی: «…مادر میهن ز جا برخاسته/ کشورش را از دَدان پس خواسته… وین درخت گیسوی جان دادگان/بیرق پیروزی آزادگان…مُهر باطل بر نظام‌الظالمین/ کنده باد این ریشه از روی زمین.»
- پروا از سعل چگینی

```
همچنین 
توماج صالحی
 در حمایت از خیزش ۱۴۰۱ ایران چندین موسیقی اجرا کرده است
```